# Shaq Moore
Shaquell Kwame " Shaq " Moore (sinh ngày 2 tháng 11 năm 1996) là một cầu thủ bóng đá chuyên nghiệp người Mỹ thi đấu ở vị trí hậu vệ cho câu lạc bộ Nashville SC tại Major League Soccer và đội tuyển quốc gia Hoa Kỳ.